# Vénus (S 649)
Il Vénus (distintivo ottico S649) è stato un sottomarino della Marine nationale francese, che prestò servizio dal 1965 al 1990.

## Storia
Il sottomarino d'attacco a propulsione convenzionale Vénus, numero identificativo S649, e numero di costruzione Q250, apparteneva alla classe Daphné della marine nationale composta da 11 unità costruite tra gli anni cinquanta e anni sessanta del XX secolo. Impostato presso la Direction des Constructions et Armes Navales (DCAN) di Cherbourg nell'agosto 1961, battezzato Vénus il 25 marzo 196 e varato il 24 settembre 1964. Nell'aprile 1965 effettuò i suoi primi test nel bacino transatlantico dell'arsenale, poi nel porto di Cherbourg, e il 9 luglio dello stesso anno fu consegnato alla marina.
Salpò per la prima volta il 21 luglio 1965 per una lunga traversata nel Mare del Nord, che lo portò a Oslo (dal 29 luglio al 1° agosto) e poi a Copenaghen (dal 3 al 7 agosto). Ritornò a Cherbourg il 10 agosto 1965. Lasciato Cherbourg il 12 agosto 1965, arrivò a Tolone, il suo nuovo porto di armamento, l'8 settembre, via Bordeaux.  Effettuò quasi tutto il viaggio in immersione, ad eccezione di una sosta forzata di 3 ore a Gibilterra per sbarcare il quinto ufficiale che si era ammalato. Il 1° gennaio 1966 fu ammesso al servizio attivo e assegnato al 1ª Squadriglia sottomarini.  Dal 1° gennaio 1969 al 1° gennaio 1970 rimase a Lorient, assegnato alla 2ª Squadriglia sottomarini. Il 1° luglio 1970 fu assegnato alla Squadriglia Sottomarina del Mediterraneo (ESMED), costituita a Tolone.
Il 14 luglio 1971, il Vénus accolse a bordo, a Tolone, il Ministro della Difesa Michel Debré.  Il Ministro effettuerà un viaggio in mare il 23 luglio per rendere omaggio ai sommergibilisti scomparsi.  Dal 1° ottobre 1971 al 1° settembre 1972, a Tolone si svolse importanti lavori di ammodernamento.  Durante questo periodo, furono apportate modifiche, installato un nuovo sonar di prua, sviluppo di metodi di rilevamento.
Il 2 dicembre 1977, il sottomarino lasciò Tolone per Lorient, dove arrivò il 20 dicembre per effettuare un importante restauro che iniziò nel gennaio 1978 e terminò all'inizio del 1979.  Nel dicembre 1978, mentre il Vénus entrava nel canale occidentale di Lorient, dopo una giornata di prove in mare, l'equipaggio vide una piccola barca a vela rovesciata e un uomo in acqua in grave difficoltà.  Dopo aver avvisato il CROSS Etel, il sottomarino si avvicinò a 400 metri dal naufrago, ma il fondale si sollevò pericolosamente. Fu infine un elicottero Aérospatiale Alouette III a recuperare il naufrago. 
Il 1° gennaio 1978, il Vénus venne assegnato alla squadriglia sottomari dell'Atlantico di base a Lorient-Kéroman.
Nel 1982 effettuò una missione nell'Oceano Indiano con uno o più scali a Gibuti. Il 16 novembre 1984 arrivò a Lorient per essere sottoposto a importanti lavori di ristrutturazione che durarono fino al 1985.  Nel marzo 1987 si trova nel Mare del Nord e fece scalo a Portsmouth.  Nell'agosto del 1988 fece sosta ad Anversa.
Il 23 novembre 1990 ebbe luogo l'ultima missione, con a bordo gli ex comandanti. Il 3 dicembre 1990, data dell'ultima cerimonia di ammaina bandiera, il sottomarino Vénus fu ritirato dal servizio attivo e posto in riserva speciale a Lorient. Fu messo in vendita a Lorient per essere demolito il 16 dicembre 1994, insieme all'EDIC 9074 e alla chiatta Courégant.  La vendita, tuttavia, non ebbe molto successo e il Vénus non fu demolito.  L'11 marzo 1996, la nave fu dichiarata inagibile (n. Q714) e riutilizzata come nave bersaglio.  Ciò avvenne il 20 giugno 2002, quando il Vénus fu fatto saltare e affondato dai sommozzatori del GPD Atlantique al largo di Lorient, a una profondità di 2.000 metri.